# Mengebostel
Mengebostel ist ein Ortsteil von Bad Fallingbostel im Landkreis Heidekreis in Niedersachsen.

## Geografie

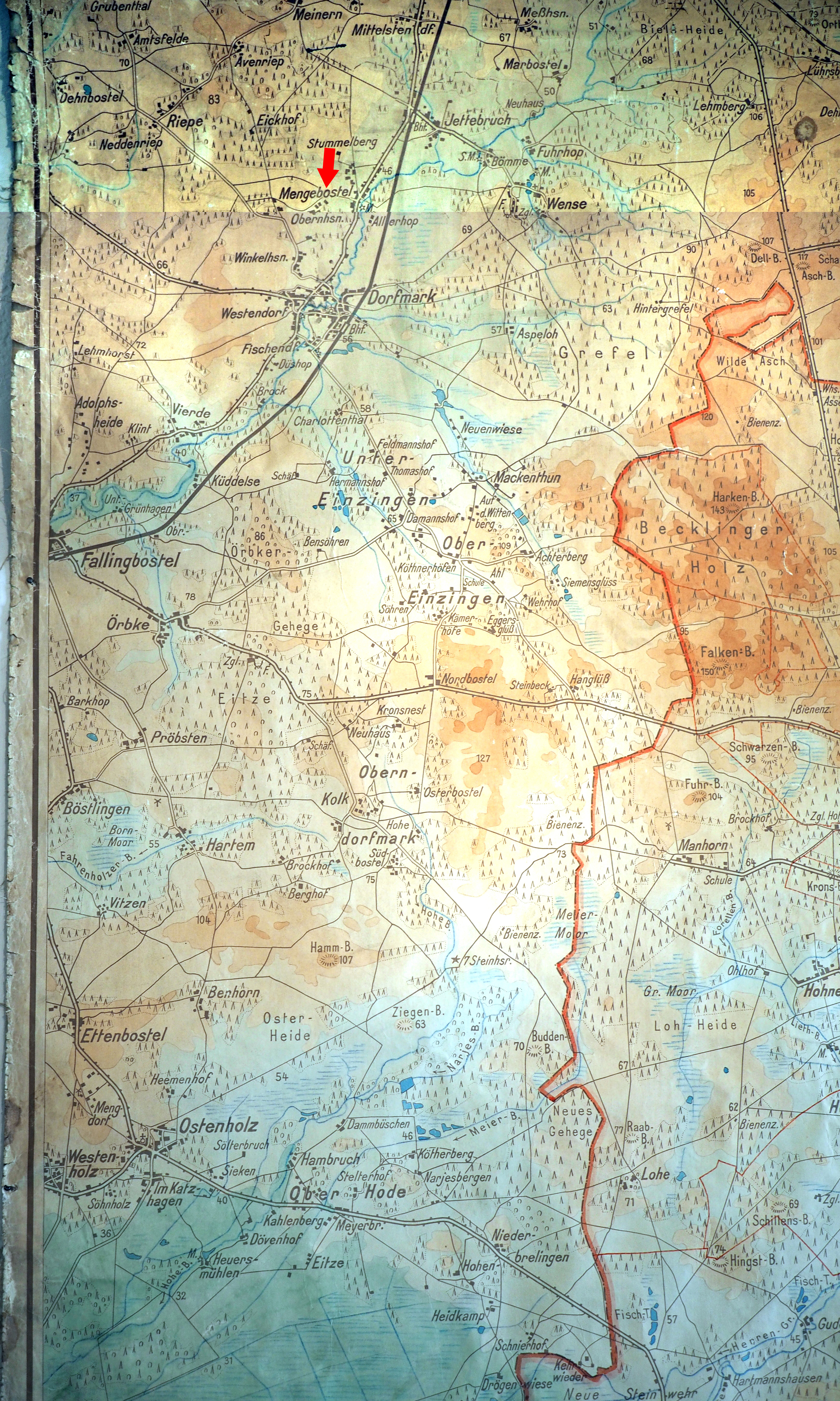
Historische Karte der Ostheidmark, Mengebostel ist gekennzeichnet

Der Ort Mengebostel wird in die Teile Obernhausen, Allerhop und Texas untergliedert. Der Ort liegt nördlich von Dorfmark und südlich von Soltau. Durch ihn fließt die Böhme.

## Geschichte
Mengenbostel gehörte bis zum 24. Dezember 1316 zum Stift Gandersheim. Danach kam er zum Kloster Wienhausen/Aller, das den Hof käuflich erworben hatte.
Schon die Liudolfinger, Herzog Liutolf I., hatten den Hof zu Mengebostel wie auch den zu Wrestedt und zwei in Jarnsen, alle gelegen in der „villa Lahtnathorpe“ in der Lahtheria-marca/Lachtiandorp-marca/Lachtendorpe/Lachendorf heute, gestiftet. Die Schenkungen wurden dann durch König Otto I. am 4. Mai 947 in Werla und später durch andere erneut bestätigt.
Am 1. März 1974 wurde die Gemeinde Mengebostel in die Kreisstadt Fallingbostel eingegliedert.
Im Jahr 2000 beabsichtigten die Planer der Expo in Hannover, Mengebostel in ein modernes Öko-Dorf umzubauen, das dem Motto Mensch, Natur und Technik folgen sollte. Geplant waren u. a. Büros, Gemeinschaftsgärten, ein Recyclinghof, öffentliche Solarmobile und neuer Wohnraum für mehr als 1000 Menschen. Nach einer Bürgerbefragung (die 46 Ja- und 173 Nein-Stimmen erbrachte) ließ man das Projekt fallen.

## Politik
Der Ortsvorsteher Christian Müller verstarb im Jahr 2022. Als sein Nachfolger wurde am 19. September 2022 Harald Meyer gewählt.

## Wirtschaft und Infrastruktur
Unternehmerische Aktivitäten finden sich vor allem in Land- und Forstwirtschaft sowie Tourismus. Ein Gasthof und ein holzverarbeitender Betrieb sind im Zentrum angesiedelt.
Durch den Ort führt in Nord-Süd-Richtung von Soltau nach Bad Fallingbostel die Landesstraße L163.
In Mengebostel gibt es keine Straßennamen. Der Ortsname ist zugleich der Straßenname. Die Hausnummern werden nach Baufolge vergeben.
Das Vereinswesen beschränkt sich auf den Schützenverein von 1900 e. V. Der Verein unterhält ein Schützenhaus.